# Christine Marshall
Christine Marshall (Newport News (Virginia), 11 augustus 1986) is een Amerikaanse voormalig zwemster. Ze vertegenwoordigde haar vaderland op de Olympische Zomerspelen 2008 in Peking, China.

## Carrière
Tijdens de Amerikaanse Olympische Trials 2008 in in Omaha, Nebraska eindigde Marshall als zesde op de 200 meter vrije slag, door deze prestatie plaatste ze zich voor de Olympische 4x200 meter vrije slag estafette. In Peking zwom ze samen met Caroline Burckle, Kim Vandenberg en Julia Smit in de series van de 4x200 meter vrije slag, in de finale veroverde Burckle samen met Allison Schmitt, Natalie Coughlin en Katie Hoff de bronzen medaille. Voor haar inspanningen in de series ontving Marshall een bronzen medaille.

## Internationale toernooien
| Jaar | Olympische Spelen                                    | WK langebaan  | WK kortebaan  | PanPacs       |
| ---- | ---------------------------------------------------- | ------------- | ------------- | ------------- |
| 2008 | 4x200m vrije slag · Marshall zwom enkel in de series |               | geen deelname |               |
| 2009 |                                                      | geen deelname |               |               |
| 2010 |                                                      |               | geen deelname | geen deelname |

## Persoonlijke records

### Langebaan
| Afstand         | Tijd    | Datum       | Plaats |
| --------------- | ------- | ----------- | ------ |
| 100m vrije slag | 55,18   | 3 juli 2008 | Omaha  |
| 200m vrije slag | 1.58,16 | 2 juli 2008 | Omaha  |